# Parc Balear d'Innovació Tecnològica
El Parc Balear d'Innovació Tecnològica (Parc BIT) és un parc empresarial que acull empreses majoritàriament de l'àmbit tecnològic. Està en funcionament des del 7 de novembre del 2002 i fou impulsat pel Govern de les Illes Balears amb l'objectiu de servir de plataforma per implantar i desenvolupar la societat de la informació en aquesta comunitat. La base fonamental del ParcBit consisteix a crear un punt d'atracció del talent innovador mitjançant la construcció de xarxes socials de transferència tecnològica, com també implantar el desenvolupament regional i adaptar-lo a les noves formes de negoci.
La Fundació Bit, societat independent del Govern de les Illes Balears amb el 100% del capital, s'encarrega de la gestió de les infraestructures i, al mateix temps, duu a terme altres projectes i accions orientats a impulsar la innovació tecnològica i a promoure una economia basada en el coneixement. Entre d'altres, ofereix un programa d'incubació i acompanyament a empreses de nova creació.
Les activitats permeses en el Parc, en compliment del que estableixen les Normes Subsidiàries i Complementàries, són les emmarcades en els denominats “sector secundari avançat”, “sector terciari” i “sector quaternari”. Tal com es va establir, perquè les empreses i els professionals s'hi poguessin instal·lar era necessari: 
“Promocionar la investigació i el desenvolupament, vincular l'activitat universitària i d'investigació amb l'econòmica i social i oferir un sou adequat, competitiu i preparat per ser ràpidament ocupat amb capacitat de ser el nucli inicial i difusió de la innovació”.
El ParcBit s'ha consolidat amb la implantació d'empreses d'alt valor afegit en sectors com el desenvolupament de software, la consultoria, la biotecnologia i el sector audiovisual. Aquesta concentració d'empreses ha propiciat el naixement de clústers sectorials que potencien encara més aquestes àrees.

## Administració
El ParcBit està gestionat per la Fundació Bit (Fundació balear d'Innovació i Tecnologia), un organisme sense ànim de lucre, adscrit a Vicepresidència i Conselleria d'Innovació, Recerca i Turisme, l'objectiu del qual és executar les estratègies d'R+D+i del Govern de les Illes Balears, mitjançant el foment de les noves tecnologies i de l'esperit emprenedor de base tecnològica.
La Fundació Bit s'encarrega de la gestió de les infraestructures i, al mateix temps, duu a terme molts altres projectes i accions orientats a impulsar la innovació tecnològica i a promoure una economia basada en el coneixement. Entre d'altres, ofereix un programa d'incubació i acompanyament a empreses de nova creació.
Els principals objectius de la Fundación Bit són:
- Facilitar l'accés a les tecnologies de la informació i de la comunicació a les empreses i l'administració pública mitjançant el desenvolupament d'aplicacions tecnològiques i d'infraestructures.
- Crear un entorn empresarial favorable a la innovació.
- Incubar empreses de base tecnològica innovadora i fomentar la creació d'empreses.
- Donar suport a la digitalizació de serveis prestats per les administracions públiques i les empreses, i al seu ús de manera efectiva i eficient.

## El ParcBit en xifres
Des de la seva inauguració oficial i fins avui, el ParcBit ha crescut en nombre d'empreses establides, especialment al llarg d'aquests darrers anys, i s'ha convertit en un parc tecnològic plenament consolidat. Un procés similar ha tengut lloc pel que fa a la presència de centres d'investigació i de transferència tecnològica, peces clau per a l'articulació del Parc com a vector d'R+D+i. A data de juny de 2017 s'hi han localitzat 149 entitats instal·lades, que aglutinen més de 2.500 treballadors d'alta qualificació, de les quals 30 estan incubades o al HUB, 10 són ens públics o escoles, 10 són organitzacions empresarials i clústers i 5 corresponen a serveis auxiliars.
A més, també hi trobam centres d'investigació i transferència tecnològica com l'Agència de Turisme de les Illes Balears, el Sistema d'Observació Coster i de Predicció (ICTS - SOCIB), l'Institut Balear d'Infraestructures i Serveis Educatius (IBISEC) i la Unitat d'Animació i Tecnologies Audiovisuals de la UIB (LADAT). Igualment, el ParcBit acull els clústers Balears.t, TurisTEC, BIOIB i CliQIB. Amb tot, les empreses que s'ubiquen al Parc pertanyen sobretot al sector TIC-turisme i programació informàtica.
Aquest creixement també és destacable pel que fa a alguns indicadors d'interès: el nombre de projectes presentats a convocatòries públiques d'R+D+i per empreses del Parc ha arribat a 70 des del 2009, a través del servei de consultoria que el Parc ofereix a les empreses instal·lades per a convocatòries nacionals i internacionals.
Amb la consolidació del Parc s'han anat incrementant els serveis per als usuaris. Així, ja disposa de línia d'autobús, serveis de restauració, banca, escola infantil i col·legis, sales de reunions, auditori, wifi a les zones comunes, planta pròpia de trigeneració energètica, recollida de residus i pàrquing gratuït, entre d'altres.

## Xarxes
El ParcBit ajuda a impulsar polítiques de cooperació interempresarial i amb centres generadors de coneixement, per la qual cosa és essencial el treball en xarxa. En aquest sentit, el ParcBit fomenta la col·laboració amb altres parcs, comunitats i regions, i forma part de les següents xarxes:
- ANCES: Asociación Nacional de Centros Europeos de Empresas e Innovación

L'Associació Nacional de Centres Europeus d'Empreses i Innovació és un model aglutinador d'interessos i mètodes de treball per a la interconnexió de nodes d'innovació i emprenedoria. Els 27 membres, CEEI o BIC, localitzats en diferents regions, han estat promoguts en virtut de l'aposta d'agents locals públics i/o privats en un recurs clau en l'estratègia de promoció de la innovació en els respectius territoris.
- EBN: European Business and Innovation Centre Network

És una xarxa europea de prop de 140 BIC, centres empresarials i centres d'innovació amb certificats de qualitat de la UE, i 100 organitzacions més que donen suport al desenvolupament i creixement innovador d'emprenedors, start-ups i pimes. EBN també és una comunitat de professionals que tenen com a feina diària ajudar aquests negocis per créixer de manera eficaç i sostenible.
- APTE: Associació de Parcs Científics i Tecnològics Espanyols

L'Associació de Parcs Científics i Tecnològics d'Espanya (APTE) és una associació sense ànim de lucre que té com a principal objectiu col·laborar, mitjançant la potenciació i la difusió dels parcs científics i tecnològics, a la renovació i diversificació de l'activitat productiva, al progrés tecnològic i al desenvolupament econòmic.
- IASP: International Association of Science Parks

IASP és la xarxa mundial de parcs científics i àrees d'innovació. Connecta els professionals que gestionen parcs científics, tecnològics i d'investigació, com també altres àrees d'innovació, i els proporcionen serveis que n'impulsen el creixement i l'eficàcia.
- XARXA IDI Arxivat 2017-10-19 a Wayback Machine. (FECYT)

La Xarxa de Polítiques Públiques d'I+D+i és un dels principals mecanismes de coordinació multinivell de les actuacions públiques d'I+D+i. Es configura com un instrument essencial per a generar sinèrgies entre les actuacions públiques d'I+D+i regionals i nacionals, la Política Regional Europea i l'Estratègia "Europa 2020" i per a contribuir al disseny d'una política comunitària europea que fomenti la innovació.
- S3 PLATFORM

Aquesta plataforma ajuda els països i regions de la UE a dissenyar, desenvolupar, implementar i revisar les seves estratègies d'investigació i innovació per a una especialització intel·ligent (RIS3). La Plataforma S3 proporciona informació, metodologies, coneixements i assessorament als responsables polítics nacionals i regionals, promou l'aprenentatge mutu, la cooperació nacional i contribueix a debats acadèmics entorn del concepte d'especialització intel·ligent.
- RED PIDI (CDTI)

La Red de Puntos de Información sobre Actividades de Investigación, Desarrollo e Innovación (PI+D+i) és una xarxa pública que presta, a les empreses i emprenedors, informació i assessorament personalitzat sobre els instruments de finançament que més s'ajusten a les seves necessitats i projectes, amb relació a activitats d'investigació, desenvolupament i innovació. També informa sobre les línies d'ajudes públiques a la I+D+i, atenent els distints àmbits administratius (programes locals, regionals, nacionals i europeus) i els diferents àmbits de la innovació. 
- Euroregió Pirineus Mediterrània

És una agrupació europea de cooperació territorial entre Catalunya, les Illes Balears, Llenguadoc-Roselló i Migdia-Pirineus. Els seus objectius són crear un pol de desenvolupament sostenible basat en la innovació i la integració social i econòmica del territori en el nord-oest de la Mediterrània, i contribuir a la construcció d'una Europa unida, solidària i propera als ciutadans.
- EEN: Enterprise Europe Network

L'Enterprise Europe Network és una xarxa promoguda i cofinançada per la Comissió Europea, present en més de 50 països i en la qual participen prop de 600 organitzacions. És la major xarxa de suport a les empreses establida a Europa per la Comissió Europea, i el seu objectiu és prestar serveis de suport a les empreses (especialment pimes), a centres tecnològics i a universitats, per a la millora de la competitivitat, la promoció de la innovació, la cerca de socis i la internacionalització.
- GSBIT: Associació Balear d'Empreses de Software, Internet i Noves Tecnologies

GSBIT és el referent sectorial a les Illes Balears i treballa activament amb les institucions locals i les empreses associades en la promoció del sector TIC (promoció interna i internacionalització del producte tecnològic balear), la creació i consolidació d'empreses de base tecnològica, la innovació i l'excel·lència. L'associació també ofereix formació contínua i actualització tecnològica dels recursos humans.
- Pla d'internacionalització de les Illes Balears

Des d'aquesta xarxa es coordinen les diferents accions que cada un dels organismes i institucions (Fundació Bit, IDI, Cambra de Comerç, ICEX i Centre Balears Europa) duen a terme dins del Pla d'Internacionalització, mitjançant l'elaboració d'un pla de comunicació externa, un calendari quinquennal d'activitats, la publicació d'un butlletí d'informació mensual i el seguiment periòdic per part de les entitats implicades. Els seus objectius són oferir una línia d'actuació coherent i unificada, incrementar la base de les empreses exportadores de les Illes Balears i afavorir l'obertura exterior de les empreses mitjançant la diversificació dels sectors i l'ampliació dels mercats destinataris de béns i serveis.